# Матяшевич Василь Федорович
Василь Федорович Матяшевич (26 лютого 1879 , Війтівці, Переяславський повіт, Полтавська губернія — ?) — український політичний і військовий діяч. Генерал-хорунжий, помічник військового міністра УНР.

## Життєпис
За даними видання "Офіцерський корпус Армії УНР" народився 24 лютого 1879 року на Полтавщині. Проте запис про народження міститься у метричній книзі Покровської церкви села Війтівці Переяславського повіту Полтавської губернії під 26 лютого 1879 року.
Закінчив Полтавське земське 5-класне училище. У 1904 році закінчив Полтавський кадетський корпус, Чугуївське піхотне юнкерське училище 1904, Закінчив Миколаївську інженерну академію за 1-м розрядом.
20 травня 1912 року отримав звання капітана. З 04.11.1912 р. — молодший співробітник управління будівництва Гродненської фортеці. З 01.01.1913 р. — молодший виробник управління будівництва Ковненської фортеці. У роки Першої світової війни офіцер 6-го понтонного батальйону. Підполковник.
В українській армії з 1917, член Української Центральної Ради від частин Київського гарнізону, делегат І Всеукраїнського військового з'їзду.
На II Всеукраїнському військовому з'їзді 05—11.06.1917 р. був обраний членом Українського Генерального Військового комітету.
З грудня 1917 р. — головний начальник постачання Військового Секретаріату Центральної Ради.
З березня 1918 р. до 20.07.1918 р. — начальник Головного інженерного управління Військового міністерства УНР.
За Гетьманату начальник Головного інженерного управління у відділі заступника Військового міністра з господарсько-технічних справ у званні полковника. Звільнений за власним проханням.
З грудня 1918 р. — начальник Головного інженерного управління Військового міністерства УНР. Генерал-хорунжий. 3 25.08.1919 року другий помічник військового міністра УНР у справах постачання. У грудні 1919 року був інтернований польською владою.